# Normand Charbonneau
Normand Charbonneau, né en 1956, est un archiviste québécois et chef de l’exploitation chez Bibliothèque et Archives Canada.

## Biographie
Normand Charbonneau possède un diplôme en histoire et en archivistique. Il a commencé sa carrière comme chargé de cours à l'Université du Québec à Montréal. Par la suite, il a travaillé pendant 25 ans aux Archives nationales du Québec. En 2002, il a été nommé directeur du Centre d'archives de Québec. En 2006, il a occupé le poste de directeur du Centre de Montréal et des archives privées, judiciaires et civiles à la BAnQ jusqu'en 2012. À la suite du départ de Carol Couture, il occupe le poste de conservateur et directeur général des archives à BAnQ entre 2012 et 2015. Il quitte les Archives nationales du Québec pour devenir chef de l'exploitation à Bibliothèque et Archives Canada. Il a aussi été nommé Vice-Président Programme par le Comité exécutif du Conseil International des archives en 2016 et il a été réélu jusqu’en 2022.
Normand Charbonneau est membre de plusieurs associations comme l'Association des archivistes du Québec et Association canadienne des archivistes (en). Il participe activement au Conseil international des archives comme Vice-Président Programme. Il est aussi le secrétaire-trésorier pour l’Association internationale des archivistes francophones.

## Contributions intellectuelles
Il s'intéresse particulièrement aux archives photographiques. Il a coécrit un livre sur ce sujet avec Mario Robert en 2001 qui se nomme La Gestion des archives photographiques. Ce livre sert de guide pour les archivistes qui veulent apprendre sur la gestion des archives photographiques. 

### La description des archives photographiques
La description du contenu des photographiques se base sur un processus d’analyse de contenu. Normand Charbonneau donne plusieurs moyens et conseils pour faire une meilleure description des photographies. Contrairement à la RDDA, Charbonneau insiste sur le contenu des documents et non sur la notice. Il présente la condensation comme un moyen d’analyse de contenu. La condensation est la rédaction de la portée et de contenu. Cela passe par l’annotation, le résumé indicatif ou de son contenu. Normand Charbonneau établit des balises pour faciliter le travail de description pour les archivistes. Le niveau et la profondeur de la description, la préservation de l’ordre originel et des informations sur les photographies et le travail de recherche sont importants pour réaliser une bonne analyse de contenu. Ce processus de description est essentiel pour aider les chercheurs dans leur recherche. Cela rend les photographies plus accessibles.

### Le tri des archives photographiques
Normand Charbonneau veut donner confiance aux archivistes pour effectuer le tri des photographies. Il donne plusieurs moyens et orientations pour effectuer cette fonction. Pour effectuer un bon tri, il faut que l’archiviste soit préparé. Selon Normand Charbonneau, cette préparation est une connaissance du fonds, de la clientèle, des techniques photographiques et une culture historique. Il propose aussi des critères d’évaluation qui repose sur une démarche d’évaluation des photographies. Ainsi, Normand Charbonneau a tenté de créer un aide-mémoire pour les archivistes. Il présente quelques orientations face à certaines situations que les archivistes pourraient rencontrer. Selon Normand Charbonneau, il est important de faire le tri en respectant le mandat du centre d’archive. Le mandat permet de prendre connaissance des champs de spécialisation en matière d’acquisition. Ce champ de spécialisation fait ressortir les sujets que le centre d’archives désire documenter. Les champs de spécialisation devraient servir de balise pour le tri des photographies.

## Publications
- N. Charbonneau et M. Robert, La description des photographies, vol. 30, 1999-1998, p. 25‑43.
- « Le développement des publics des centres d’archives : une route à trois voies. », À rayons ouverts, no 74,‎ 2008, p. 12‑13.
- Le tri des photographies, vol. 30, 1999-1998, p. 29‑42.
- La longue marche dans de nouveaux territoires, vol. 43, 2011-2012, chap. 2, p. 5‑16.
- « La diffusion », dans Les fonctions de l’archivistique contemporaine, Sainte-Foy (Québec), Presses de l’Université du Québec, 1999 (ISBN 2-7605-0941-9), p. 373‑428.
- M. Robert et N. Charbonneau, La gestion des archives photographiques, Sainte-Foy, Presses de l'Université du Québec, 2001 (ISBN 2-7605-1068-9).
- N. Charbonneau et D. Foisy-Geoffroy, Décolonisation et réconciliation, les rôles institutionnels et personnels, vol. 48, 2019, chap. 2, p. 137‑148.

## Distinctions
- 2000 : Prix du meilleur article de la revue Archives[15]
- 2001 : Prix Jacques-Ducharme[15]
- 2013 : Chevalier des Arts et des Lettres[4]
- 2022: Officier des Arts et des Lettres[16]